# Lionel Hollins
Lionel Eugene Hollins (Arkansas City, 19 oktober 1953) is een Amerikaans voormalig basketballer en basketbalcoach.

## Carrière
Hollins speelde collegebasketbal voor de Dixie State Rebels van 1971 tot 1973. Van 1973 tot 1975 speelde hij voor de Arizona State Sun Devils. In 1975 werd hij als zesde gekozen in de NBA draft door de Portland Trail Blazers. Hij speelde van 1975 tot 1980 voor de Trailblazers en werd in 1975 kampioen met hen. Hij werd in die periode ook verkozen tot NBA All-Star, NBA All-Defensive First Team, NBA All-Defensive Second Team en NBA All-Rookie First Team. In februari 1980 werd hij geruild naar de Philadelphia 76ers voor een eerste ronde draftpick. Na twee seizoenen en een half werd hij in oktober 1982 geruild naar de San Diego Clippers voor twee draftpicks.
Bij de Clippers speelde hij een seizoen en ik 1983 tekende hij bij de Detroit Pistons. Na een seizoen bij de Pistons tekende hij als vrije speler bij de Houston Rockets waar hij na opnieuw een seizoen stopte als basketballer.
In 1985 werd hij assistent-coach bij de Arizona State Sun Devils waar hij zelf nog gespeeld had. Hij bleef er assistent tot in 1988 toen hij assistent werd bij de Phoenix Suns onder Cotton Fitzsimmons en Paul Westphal. In 1995 maakte hij de overstap naar de nieuw opgerichte Vancouver Grizzlies waar hij van 1995 tot 1999 assistent was onder Brian Winters, Stu Jackson en Brian Hill. Van 1999 tot 2000 was hij hoofdcoach van de Grizzlies. In 2000 werd hij de hoofdcoach van de Las Vegas Bandits waar hij een seizoen coach was tot het einde van de competitie in 2001. In 2002 was hij de coach van de St. Louis SkyHawks uit de United States Basketball League.
In 2002 keerde hij terug naar de Grizzlies (nu als Memphis Grizzlies) als assistent-coach onder Hubie Brown, Mike Fratello en daarna onder Tony Barone. In 2004 was hij even interim hoofdcoach. In het seizoen 2008/09 was hij assistent-coach bij de Milwaukee Bucks onder Scott Skiles. In 2009 keerde hij terug naar de Grizzlies ditmaal als hoofdcoach en bleef die functie uitoefenen tot in 2013. Van 2014 tot 2016 was hij hoofdcoach van de Brooklyn Nets. In 2019 werd hij opnieuw assistent-coach ditmaal bij de Los Angeles Lakers onder Frank Vogel en bleef bij de club tot in 2021. In het seizoen 2022/23 was hij assistent-coach bij de Houston Rockets onder hoofdcoach Stephen Silas.

## Erelijst

### Als speler
- NBA-kampioen: 1977
- NBA All-Star: 1978
- NBA All-Defensive First Team: 1978
- NBA All-Defensive Second Team: 1979
- NBA All-Rookie First Team: 1976
- Nummer 14 teruggetrokken door de Portland Trail Blazers
- Nummer 33 teruggetrokken door de Arizona State Sun Devils[7]
- Southern Nevada Sport Hall of Fame: 2000[8]
- National Junior College Basketball Hall of Fame: 2004[9]
- Pac-10 Hall of Honor: 2006[10]
- Utah Tech Sports Hall of Fame: 2012[11]

### Als assistent-coach
- NBA-kampioen: 2020

## Statistieken

### Regulier seizoen
| Seizoen      | Team                   | WG  | WS | MPW  | 2P%  | 3P%  | FW%  | RPW | APW | SPW | BPW | PPW  |
| ------------ | ---------------------- | --- | -- | ---- | ---- | ---- | ---- | --- | --- | --- | --- | ---- |
| 1975/76      | Portland Trail Blazers | 74  | –  | 25,6 | 42,1 | –    | 72,1 | 2,4 | 4,1 | 1,8 | 0,4 | 10,8 |
| 1976/77      | Portland Trail Blazers | 76  | –  | 29,3 | 43,2 | –    | 74,9 | 2,8 | 4,1 | 2,2 | 0,5 | 14,7 |
| 1977/78      | Portland Trail Blazers | 81  | –  | 33,8 | 44,2 | –    | 74,3 | 3,4 | 4,7 | 1,9 | 0,4 | 15,9 |
| 1978/79      | Portland Trail Blazers | 64  | –  | 30,7 | 45,4 | –    | 77,8 | 2,3 | 5,1 | 1,8 | 0,4 | 15,3 |
| 1979/80      | Portland Trail Blazers | 20  | –  | 20,7 | 38,5 | 10,0 | 64,2 | 1,0 | 2,5 | 1,5 | 0,1 | 10,0 |
| 1979/80      | Philadelphia 76ers     | 27  | –  | 29,5 | 41,5 | 20,0 | 77,0 | 2,6 | 4,1 | 1,7 | 0,3 | 12,2 |
| 1980/81      | Philadelphia 76ers     | 82  | –  | 26,3 | 47,0 | 13,3 | 73,1 | 2,3 | 4,3 | 1,3 | 0,2 | 9,5  |
| 1981/82      | Philadelphia 76ers     | 81  | 81 | 27,9 | 47,7 | 12,5 | 70,2 | 2,3 | 3,9 | 1,3 | 0,2 | 11,0 |
| 1982/83      | San Diego Clippers     | 56  | 54 | 32,9 | 43,7 | 14,3 | 72,1 | 2,3 | 6,7 | 2,0 | 0,3 | 13,5 |
| 1983/84      | Detroit Pistons        | 32  | 0  | 6,8  | 38,1 | 0,0  | 84,6 | 0,7 | 1,9 | 0,4 | 0,0 | 1,8  |
| 1984/85      | Houston Rockets        | 80  | 60 | 24,4 | 46,1 | 23,1 | 79,4 | 2,2 | 5,2 | 1,0 | 0,1 | 7,6  |
| Carrière     | Carrière               | 673 | –  | 27,4 | 44,4 | 14,9 | 74,1 | 2,4 | 4,5 | 1,6 | 0,3 | 11,6 |
| NBA All-Star | NBA All-Star           | 1   | 0  | 23,0 | 37,5 | –    | 80,0 | 0,0 | 8,0 | 2,0 | 0,0 | 10,0 |

### Play-offs
| Seizoen  | Team                   | WG | WS | MPW  | 2P%  | 3P% | FW%   | RPW | APW | SPW | BPW | PPW  |
| -------- | ---------------------- | -- | -- | ---- | ---- | --- | ----- | --- | --- | --- | --- | ---- |
| 1976/77  | Portland Trail Blazers | 19 | —  | 35,9 | 41,7 | –   | 68,2  | 2,7 | 4,5 | 2,5 | 0,3 | 17,3 |
| 1977/78  | Portland Trail Blazers | 6  | —  | 37,2 | 44,9 | –   | 69,0  | 4,8 | 5,5 | 1,2 | 0,0 | 16,7 |
| 1978/79  | Portland Trail Blazers | 3  | —  | 22,0 | 30,8 | –   | 71,4  | 1,0 | 1,7 | 1,0 | 0,0 | 7,0  |
| 1979/80  | Philadelphia 76ers     | 18 | —  | 34,3 | 41,6 | 0,0 | 79,4  | 3,9 | 6,3 | 1,5 | 0,2 | 13,8 |
| 1980/81  | Philadelphia 76ers     | 16 | —  | 30,6 | 44,1 | 0,0 | 78,4  | 2,1 | 4,1 | 1,1 | 0,1 | 10,2 |
| 1981/82  | Philadelphia 76ers     | 8  | —  | 14,3 | 30,6 | 0,0 | 66,7  | 1,1 | 3,1 | 1,1 | 0,1 | 4,3  |
| 1983/84  | Detroit Pistons        | 2  | —  | 3,0  | 0,0  | –   | –     | 0,0 | 0,0 | 0,0 | 0,5 | 0,0  |
| 1984/85  | Houston Rockets        | 5  | 1  | 18,8 | 30,8 | –   | 100,0 | 1,8 | 3,6 | 0,8 | 0,0 | 3,4  |
| Carrière | Carrière               | 77 | —  | 29,8 | 41,1 | 0,0 | 73,3  | 2,7 | 4,5 | 1,5 | 0,1 | 11,8 |

3 Gilliam · 
10 Calhoun · 
13 Twardzik · 
14 Hollins · 
15 Steele · 
16 Davis · 
20 Lucas · 
30 Gross · 
32 Walton · 
34 Jones · 
36 Neal · 
42 Walker · 
Coach Ramsay